# MV Captayannis
El Captayannis fue un buque de carga azucarero griego que se hundió en el estuario de Clyde (Escocia, Reino Unido) en 1974.

## Hundimiento

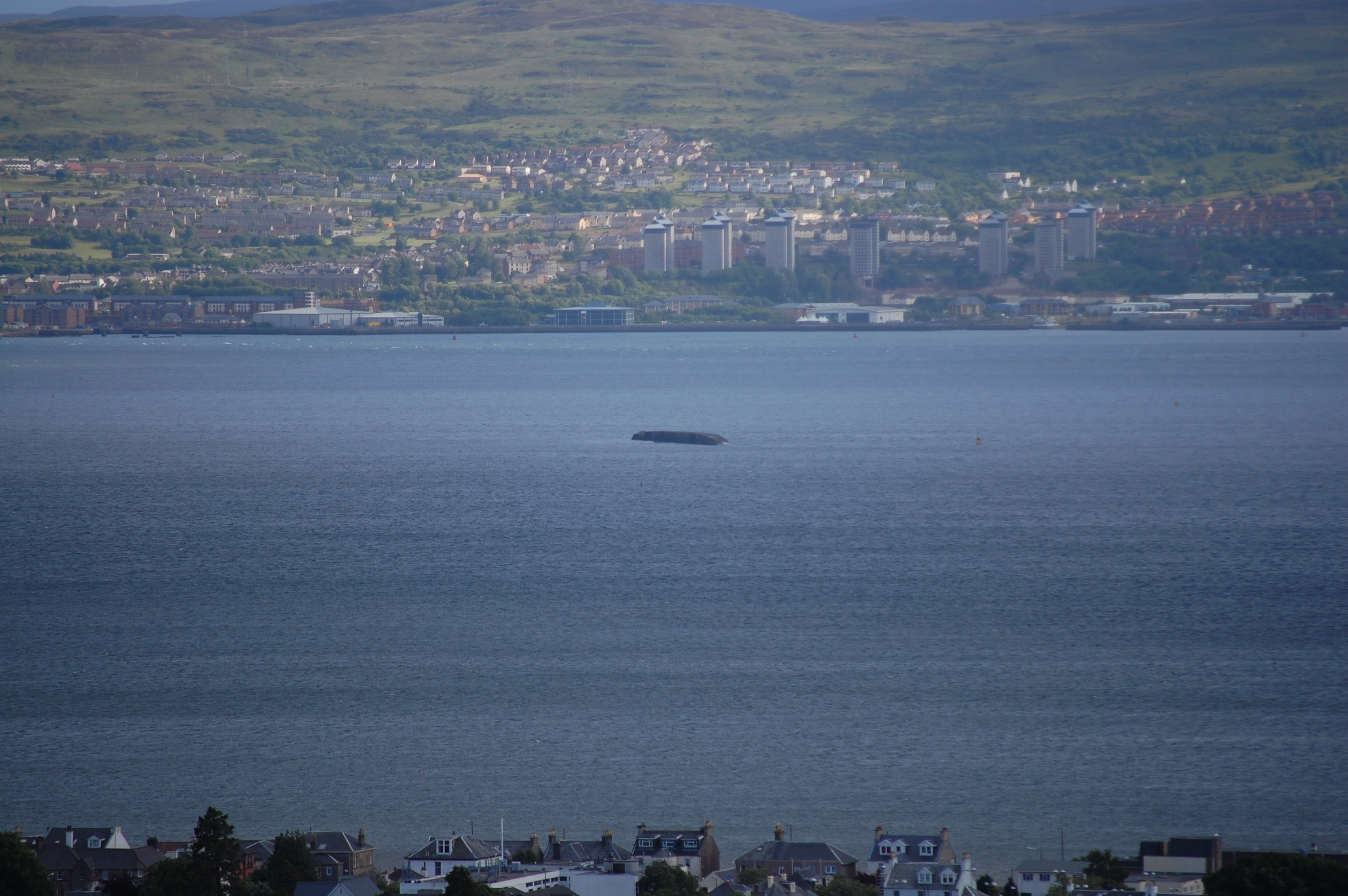
Fotografía del Captayannis, tomada desde la orilla norte del Clyde en Helensburgh, año 2008.

En la tarde del 27 de enero de 1974, una fuerte tormenta hizo que el Captayannis, de 4.576 toneladas, arrastrara el ancla mientras esperaba en la cola del banco para entregar azúcar en el muelle James Watt de Greenock. Su capitán ordenó arrancar las máquinas con la intención de dirigirse a las aguas más protegidas de Gareloch, pero antes de que pudiera ponerse en marcha, el Captayannis se desvió hacia las tensas cadenas de anclaje del petrolero British Light. El petrolero no sufrió daños, pero sus cadenas de anclaje agujerearon el barco azucarero por debajo de la línea de flotación, permitiendo la entrada de agua.
El capitán del Captayannis, Theodorakis Ionnis, al darse cuenta de que el agua entraba tan deprisa que corría peligro inminente de hundirse, optó por vararlo en las aguas poco profundas sobre el banco de arena y dirigió el rumbo hacia el punto deseado, donde se atascó, Las lanchas de prácticos, el remolcador Labrador y el buque de pasajeros Rover, de 20 metros de eslora, de Clyde Marine Motoring acudieron en su ayuda. El buque se escoró tanto que la tripulación pudo saltar a la cubierta del Rover. 25 miembros de la tripulación fueron llevados a tierra a bordo del Rover, pero el capitán y cuatro tripulantes esperaron en el Labrador, alejados del buque siniestrado. El buque sucumbió a la mañana siguiente, volcando sobre su costado donde yace desde entonces.

## Pecio

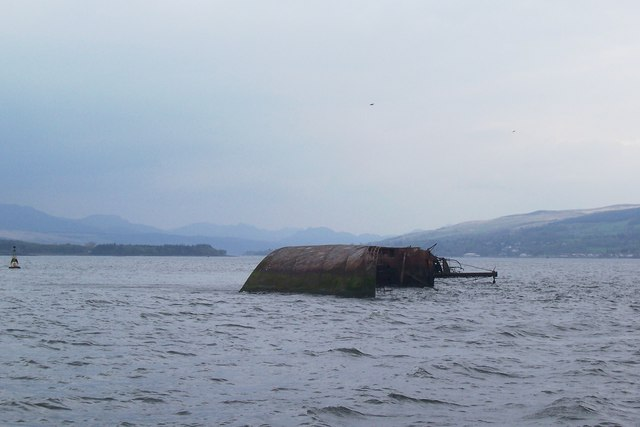
Captayannis en 2006

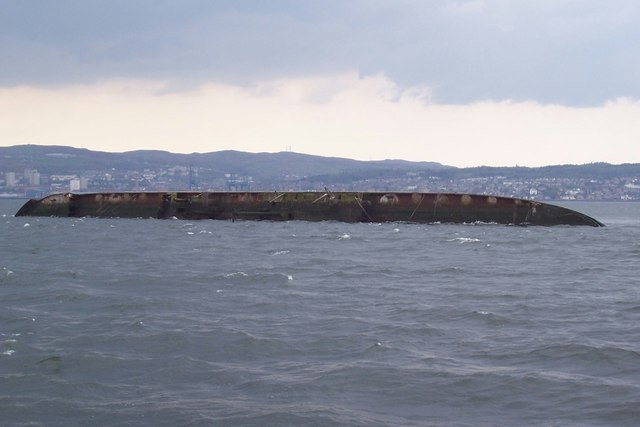
Restos del Captayannis en 2006

El pecio ha sido saqueado en gran medida, quedando sólo el casco y la superestructura de acero. Parte de la cubierta de madera sigue en muy buen estado después de más de 40 años en el mar. El casco sigue en buen estado, aunque las placas más finas de la cubierta están empezando a oxidarse y a abrirse agujeros en algunos lugares. Con el tiempo, Captayannis se ha convertido en el "hogar" de la vida marina y las aves. Nunca ha sido retirado, ya que la identidad de sus propietarios y aseguradores está rodeada de confusión: nadie acepta la responsabilidad de su retirada. Muchos lugareños lo conocen simplemente como el "barco del azúcar".
El pecio puede verse en imágenes por satélite. No debe confundirse con el del buque de guerra francés Maillé Brézé, que naufragó en las proximidades en 1940, pero fue posteriormente retirado y desguazado en Port Glasgow en 1956.